# Oskar Maurus Fontana

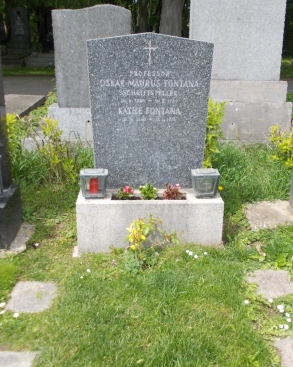
Grób pisarza

Oskar Maurus Fontana (ur. 13 kwietnia 1889 w Wiedniu, zm. 4 maja 1969 tamże) – austriacki pisarz, publicysta, krytyk teatralny i dziennikarz.

## Życiorys
Studiował filozofię na Uniwersytecie Wiedeńskim, wkrótce jednak poświęcił się aktywności pisarskiej i dziennikarskiej. Po I wojnie światowej od 1919 r. współpracował z licznymi gazetami i czasopismami w kraju i za granicą (był referentem teatralnym w tygodniku Die Waage, później Schaubühne, od 1923 r. pracował jako krytyk teatralny w Acht Uhr-Abendblatt i Tag). Pierwszy duży sukces literacki odniósł w 1928 r. powieścią Die Gefangenen der Erde. W latach 1929–1930 redagował czasopismo Roman-Rundschau.
W czasie socjalizmu narodowego wolno było mu pisać wyłącznie reportaże z podróży. W 1945 r. założył Związek Demokratycznych Pisarzy i Dziennikarzy Austrii (niem. Verband demokratischer Schriftsteller und Journalisten Österreichs), w którym do 1960 r. pełnił funkcję zastępcy prezesa. Również w 1945 r. został redaktorem kulturalnym pisma Neues Österreich, później redaktorem naczelnym Kuriera i do 1948 r. pełnił tę funkcję również w Welt am Abend. W latach 1945–1947 był lektorem naczelnym wydawnictwa Erwin-Müller-Verlag, w 1946 został prezesem austriackiego PEN Clubu i (od 1964 prezesem honorowym) Austriackiego Związku Pisarzy (niem. Österreichischer Schriftstellerverband), w 1948 r. założył Austriacki Klub Książki (niem. Österreichische Buchgemeinschaft).
Pisał dramaty, przedstawienia i powieści (Die große Erweckung, 1919; Der Weg durch den Berg, 1936; Gefährlicher Sommer, 1961), zajmował się historią teatru (Wiener Schauspieler, 1948; Else Wohlgemuth, 1950; Paula Wessely, 1959; Albin Skoda, 1962), udzielał się również  w radiu oraz jako wydawca np. antologii Österreichs Theater des 20. Jahrhunderts, 1960; Nestroy-Werke, 1962; Die Welt des Theaters, 1963.
Otrzymał liczne nagrody i odznaczenia; jego spuścizna znajduje się w zbiorze rękopisów Biblioteki Wiedeńskiej w Ratuszu. W 1978 r. został patronem jednej z ulic w Favoriten, dzielnicy Wiednia – Fontanastraße.